# Prêmio James Clerk Maxwell de Física do Plasma
O Prêmio James Clerk Maxwell de Física do Plasma (em inglês:  James Clerk Maxwell Prize for Plasma Physics) é um prêmio anual da American Physical Society em física do plasma. É denominado em memória de James Clerk Maxwell, dotado com 10 mil dólares.

## Recipientes
- 1975: Lyman Spitzer
- 1976: Marshall Rosenbluth
- 1977: John Myrick Dawson
- 1978: Richard Post
- 1979: Tihiro Ohkawa
- 1980: Thomas H. Stix
- 1981: John Nuckolls
- 1982: Ira B. Bernstein
- 1983: Harold Furth
- 1984: Donald William Kerst
- 1985: John H. Malmberg
- 1986: Harold Grad
- 1987: Bruno Coppi
- 1988: Norman Rostoker
- 1989: Ravindra Sudan
- 1990: William L. Kruer
- 1991: Hans R. Griem
- 1992: John Greene
- 1993: Russell Kulsrud
- 1994: Roy W. Gould
- 1995: Francis F. Chen
- 1996: Thomas Michael O'Neil
- 1997: Charles Kennel
- 1998: Boris Kadomtsev
- 1999: John Bryan Taylor
- 2000: Akira Hasegawa
- 2001: Roald Sagdeev
- 2002: Edward Frieman
- 2003: Eugene Parker
- 2004: Noah Hershkowitz, Valery Godyak
- 2005: Nathaniel Fisch
- 2006: Chandrasekhar Joshi
- 2007: John Lindl
- 2008: Ronald Davidson
- 2009: Miklos Porkolab
- 2010: James F. Drake
- 2011: Gregor E. Morfill
- 2012: Liu Chen
- 2013: Phillip Sprangle[1]
- 2014: Clifford Surko
- 2015: Masaaki Yamada
- 2016: Ellen Gould Zweibel
- 2017: Dmitri Ryutov
- 2018: Keith Burrell
- 2019: William Matthaeus
- 2020: Warren Bicknell Mori